# Жуламансай (селище)
Жуламанса́й (рос. Жуламансай) — селище у складі Адамовського району Оренбурзької області, Росія.

## Населення
Населення — 331 особа (2010; 387 у 2002).
Національний склад (станом на 2002 рік):
- казахи — 52 %
- росіяни — 30 %